# Verchnjadzvinsk
Verchnjadzvinsk (ukrainska: Верхнядзвінск), även Verchnedvinsk (ryska: Верхнедвинск), till den 25 december 1962 Drysa (ukrainska: Дрыса), ryska: Дрисса: Drissa), är en stad i Belarus. Den ligger i Vitsebsks voblast, i den norra delen av landet, 210 km norr om huvudstaden Mіnsk. Huvudort i Verchnjadzvinsk rajon, antalet invånare är 7 335.

## Natur
Verchnjadzvinsk ligger 108 meter över havet Terrängen runt Verchnjadzvinsk är platt. Trakten är glest befolkad. Det finns inga andra samhällen i närheten.